# اوتاه کل
اوتاه کل (به لاتین: Owtah Kol) یک منطقهٔ مسکونی در افغانستان است که در ولایت بلخ واقع شده‌است.